# Bozieni (okręg Prahova)
Bozieni – wieś w Rumunii, w okręgu Prahova, w gminie Fântânele. W 2011 roku pozostawała niezamieszkana.